# Religion en Ukraine
La religion en Ukraine est majoritairement le christianisme.
En 2016, la population de l'Ukraine (45 000 000 environ en 2020, hors diasporas et hors sécessions), se déclare croyante (à 70 %), selon une enquête du Centre Razoumkov,.
Environ 65,4 % de la population déclare adhérer à l'une des branches du christianisme orthodoxe (25 % au patriarcat de Kiev, 21,2 % « simplement » orthodoxe, 15 % au patriarcat de Moscou, 1,8 % à l'Église orthodoxe autocéphale ukrainienne, et 2 % à d'autres types de l'orthodoxie), 7,1 % « seulement » chrétiens, 6,5 % à l'Église grecque-catholique ukrainienne, 1,9 % au protestantisme, 1,1 % à l'islam et 1,0 % au catholicisme latin. Le judaïsme et l'hindouisme représentent chacun 0,2 % de la population.
16,3 % se déclarent non religieux ou ne s'identifient pas aux religions mentionnées.
Selon les enquêtes menées par Razoumkov dans les années 2000 et au début des années 2010, ces proportions sont demeurées relativement constantes tout au long de la dernière décennie, alors que la proportion de croyants globale a diminué, passant de 76 % en 2014, à 70 % en 2016.

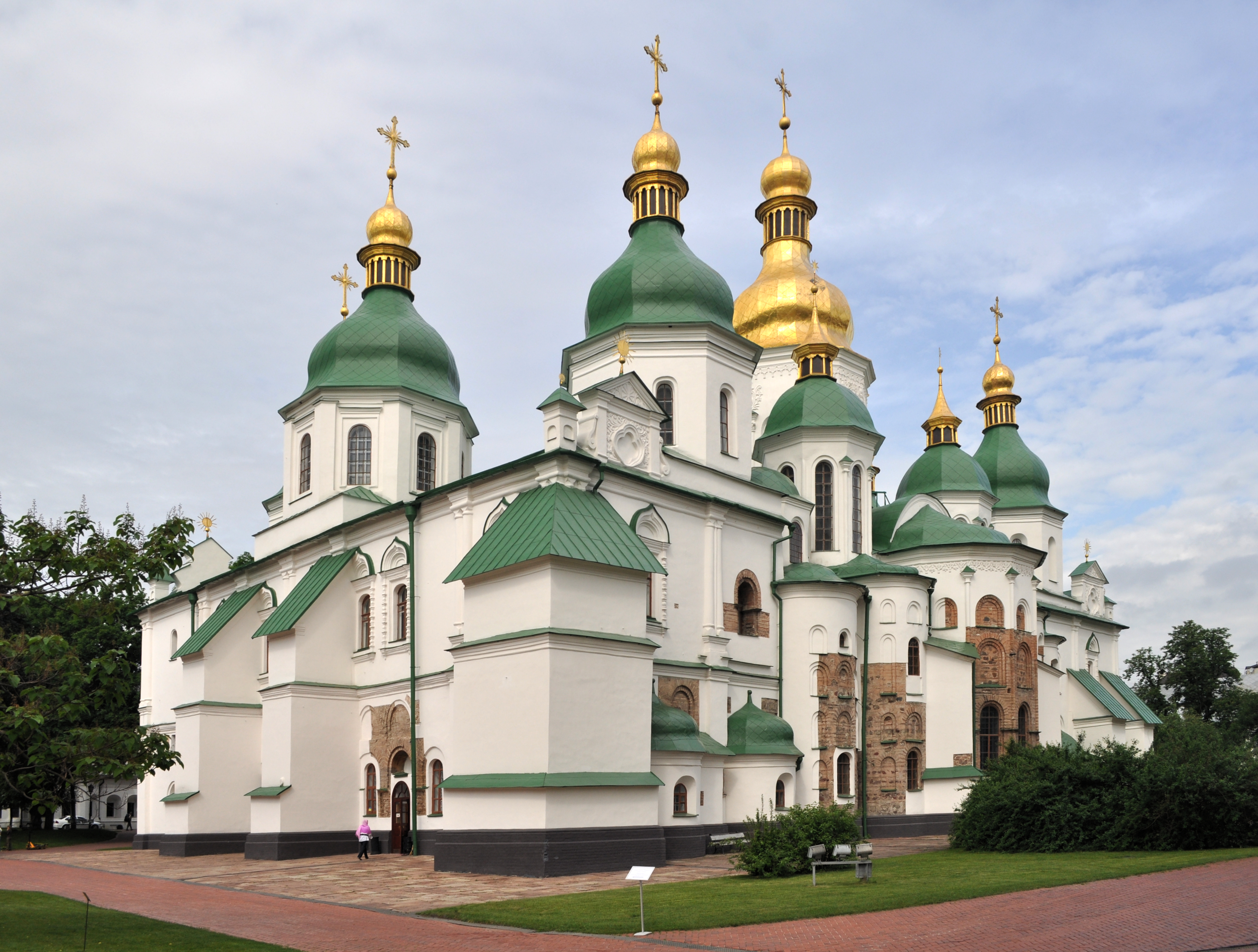
Cathédrale Sainte-Sophie, Kiev.

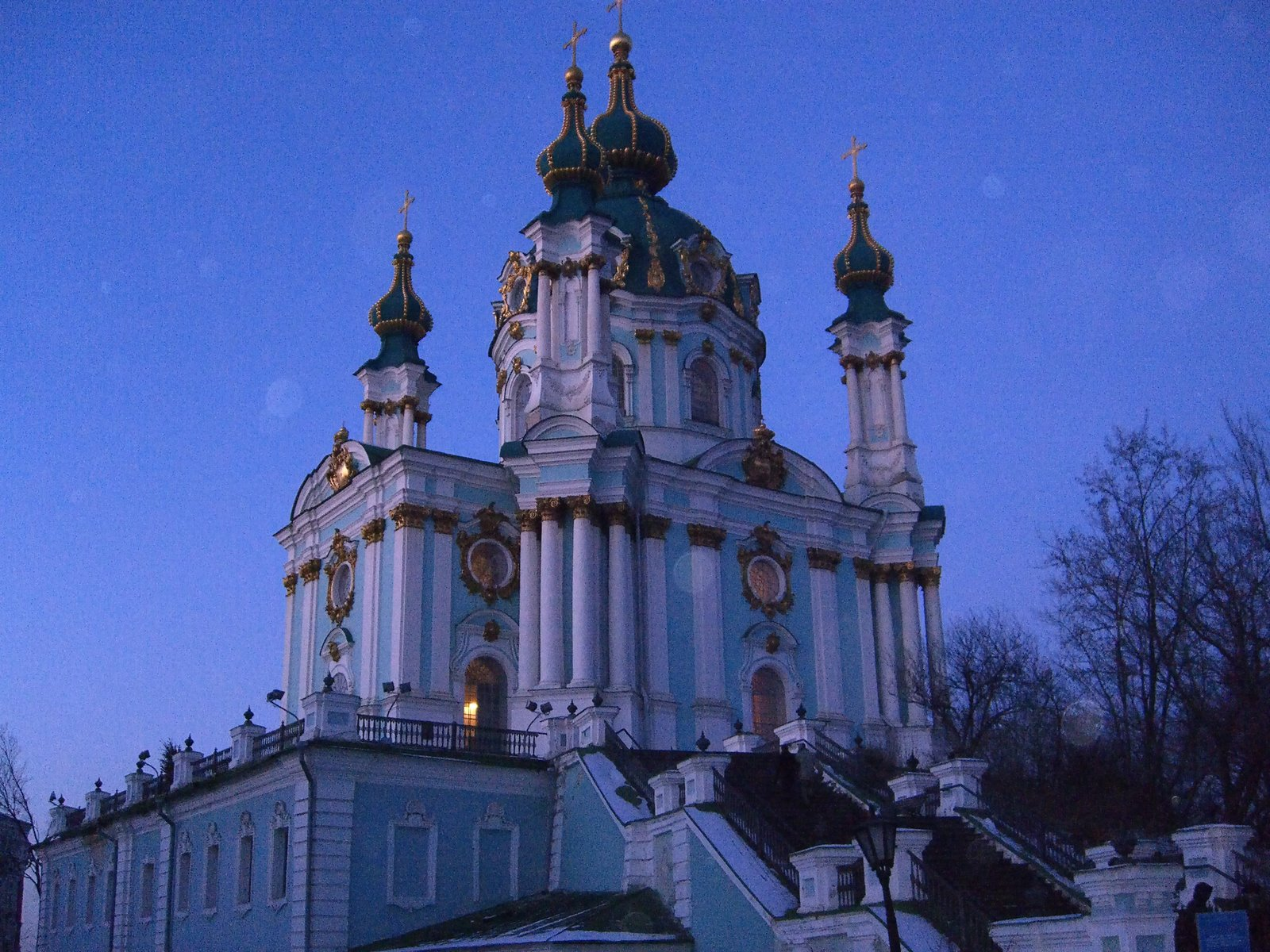
Verkhnie Misto, Kiev.

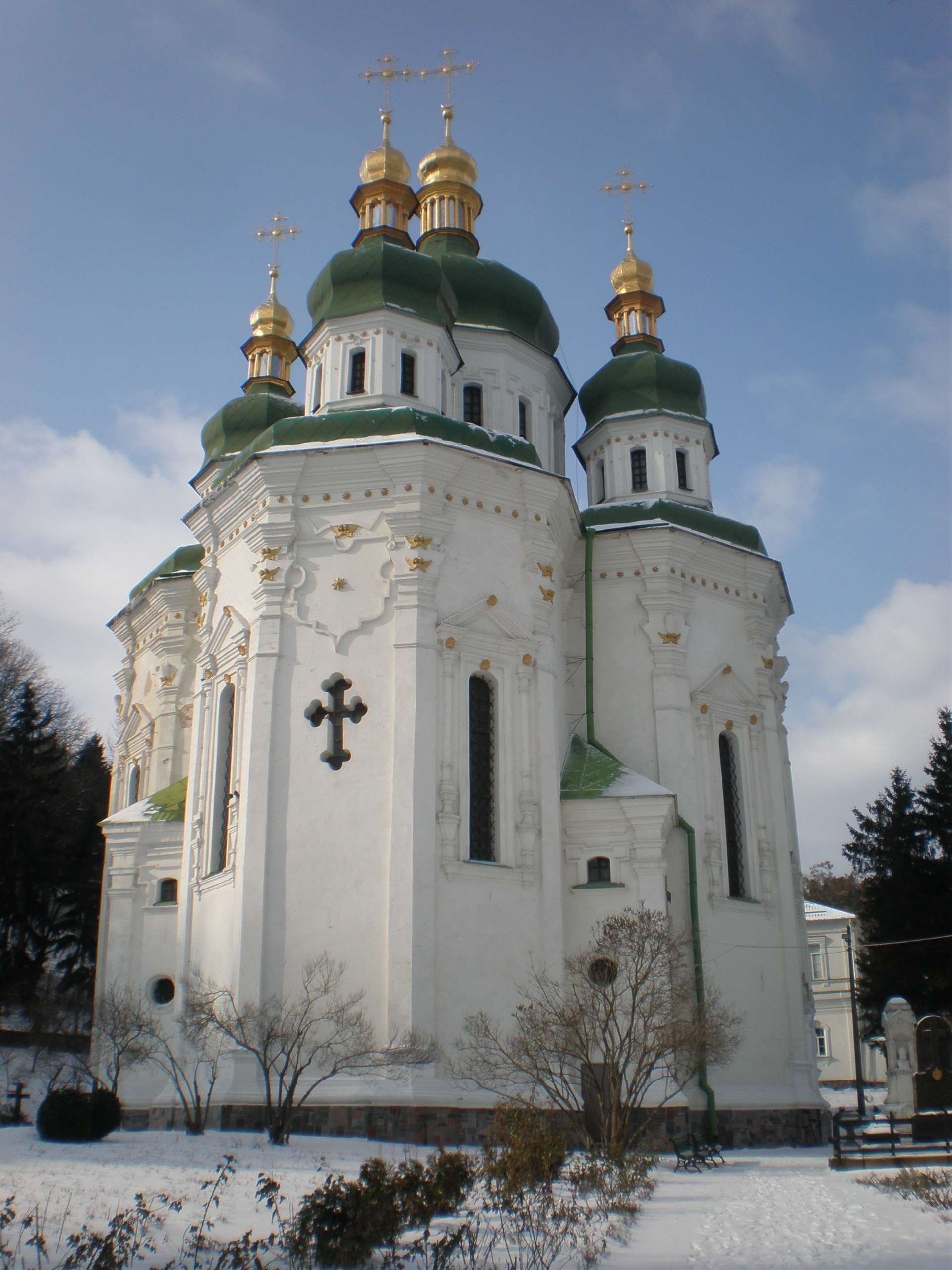
Monastère de Vydubychi.

## Histoire
Dans la préhistoire et au début du Moyen Âge, le territoire de l'actuelle Ukraine accueille différentes peuplades qui pratiquent différentes religions païennes (ainsi du tengrisme de la Grande Bulgarie dans les terres ukrainiennes du VIIe siècle de notre ère).
D'après la tradition ecclésiastique, l'apôtre André aurait lui-même visité le site de la ville de Kiev au retour de sa mission en Colchidie en direction de Rome ; mais ce mythe fondateur n'est attesté par aucune source historique. Le christianisme est cependant établi sur les territoires d'influence grecque (côtes de la mer Noire) et, de manière éphémère, au moment de la domination goth (IVe siècle).
- Stèles turco-mongoles et eurasiatiques, dont l'idole du Zbroutch
- Stèles anthropomorphes (statue-menhir
- Sites archéologiques en Ukraine

### Origines
Les Slaves orientaux, partie des  Slaves avec des langues balto-slaves, apparaissent en Europe lors des grandes migrations des Ve – VIe siècles.
Ils pratiquent une forme de polythéisme, qu'on dénomme paganisme slave et/ou mythologie biélorusse : liste des divinités slaves, folklore slave (en).
Une minorité pratique également la Zagovory (en), magie traditionnelle des Slaves orientaux.

### L'orthodoxie s'impose comme religion et forme de christianisme
- Christianisation de la Rus' de Kiev
- Histoire de l'Église grecque-catholique ukrainienne

Le rite byzantin s'impose au tournant du premier millénaire.
Au Xe siècle, la Rus'de Kiev est de plus en plus sous l'influence culturelle de l'Empire byzantin.
La Princesse Olga visite Constantinople en 945 ou 957 et est chrétienne, mais elle ne réussit pas, selon les Chroniques, à convaincre son fils d'en faire la religion officielle.
C'est son petit fils, Vladimir, qui franchit le pas et fait baptiser le peuple de Kiev dans le Dniepr.
Ainsi commence une longue histoire de la propagation de l'orthodoxie orientale sur le territoire de l'actuelle Ukraine.
Du XVIe au XVIIIe siècle, son influence est menacée par l'union décidée au concile de Florence (1439).
À la suite de cela, le pape Calixte III (1455-1458) nomme Grégoire Bulhar (archevêque catholique) métropolite ruthène de Kiev.
À partir de ce moment les métropoles de Kiev et de Moscou sont séparées.
Au XVe siècle, la métropole de Kiev tente sans succès de se rapprocher de Rome.
En 1595-1596 avec l'union de Brest, la décision est prise par la métropole de Kiev de se placer sous la juridiction de Rome.
La Ruthénie (actuelle Ukraine) fait alors partie de la république des Deux Nations (Pologne et Lituanie en majorité catholiques).
Établissement de l'Église grecque-catholique ukrainienne.
Mais l'élite, cosaque, reste majoritairement attachée à l'orthodoxie orientale.
Une grande partie des Ruthènes refuse l'Union.
Avec l'appui des Cosaques Zaporogues, un métropolite orthodoxe est ordonné à Kiev, en 1620, par le patriarche de Jérusalem Théophane.
En 1632, la Diète polonaise entérine la présence de deux métropoles (orthodoxe et grecque-catholique) à Kiev.
Le partage de l'éphémère État ukrainien (1649-1667) entre la Pologne et la Moscovie aboutit à la domination de la « Petite Russie » par le patriarcat de Moscou (à partir du XVIIe siècle) et par le Saint-Synode de Saint-Pétersbourg (à partir de 1721).
- Cosaques, Hetmanat cosaque (1649-1764), Zaporoguie
- Traité d'Hadiach (1658), république tripartite de Pologne-Lituanie-Ruthénie, Union de Pologne-Lituanie

À partir du XVIIIe siècle et des partages de la Pologne, les autorités tsaristes ont une attitude hostile envers les fidèles de l'Église gréco-catholique sur le territoire qu'ils administraient. Celle-ci fut formellement interdite au XIXe siècle.

### Le judaïsme, une implantation ancienne désormais peu visible

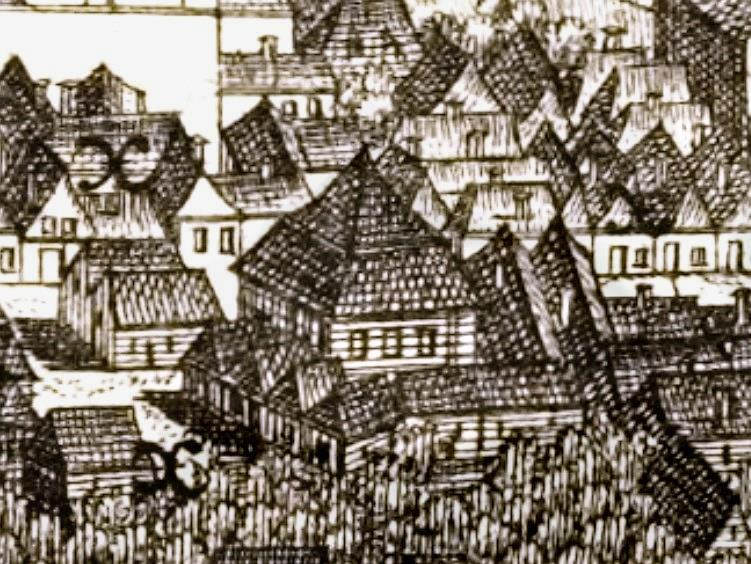
Grande synagogue aux environs de Lemberg, 1772.

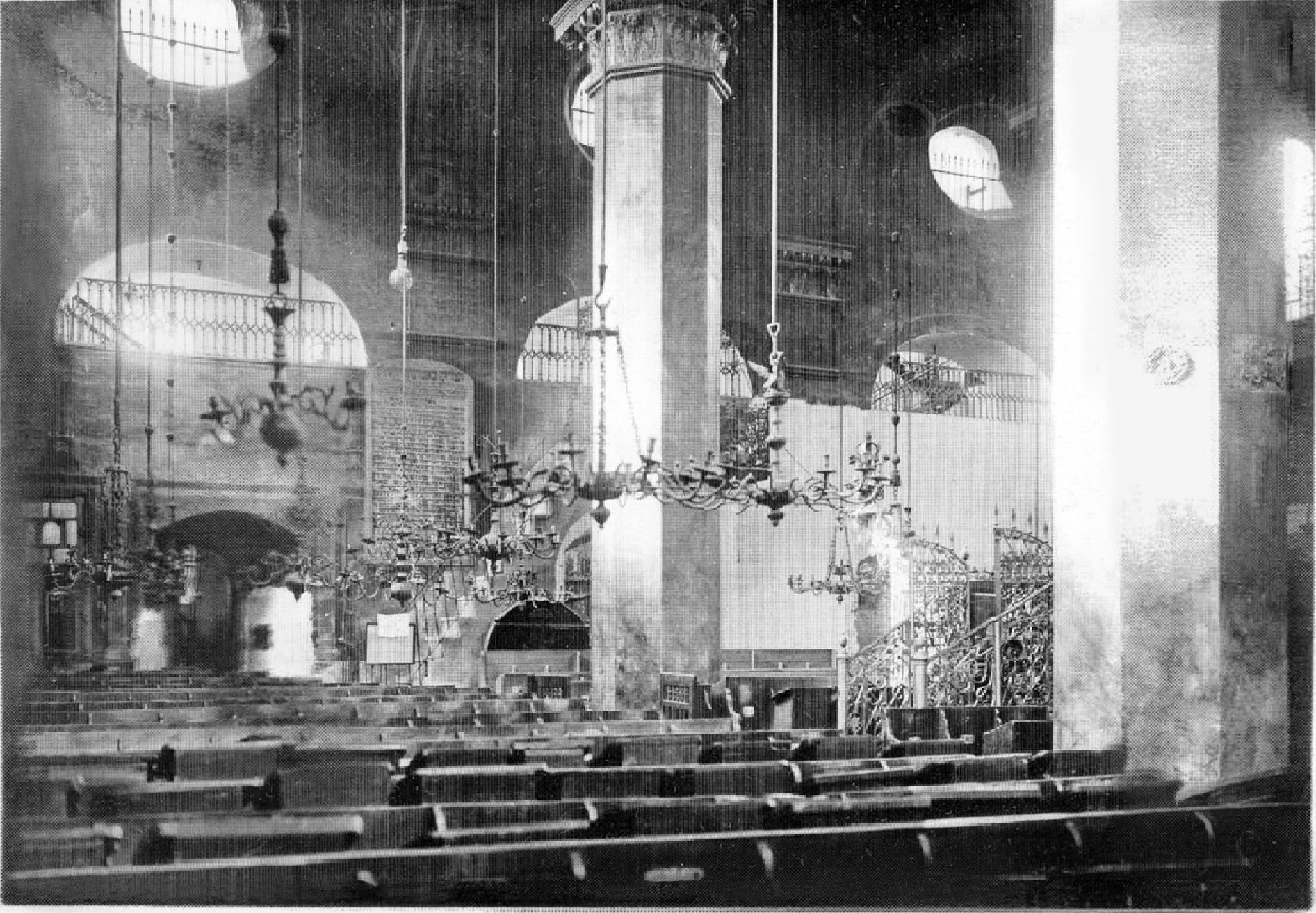
Intérieur de la grande synagogue Przedmiejska fondée en 1619 (v. 1900).

Le judaïsme existe dans les terres ukrainiennes depuis environ 2000 ans : la présence de commerçants juifs dans les colonies grecques est attestée.
À partir du VIIe siècle, le judaïsme influence le khanat khazar voisin. À partir du XIIIe siècle, la présence des juifs ashkénazes augmente de manière significative.
Au XVIIIe siècle, un nouvel enseignement du judaïsme se développe dans les terres ukrainiennes, le hassidisme.
En 1939, les Juifs représentent 10 % de la population ukrainienne, et parlent principalement comme langue le yiddish. Entre 1941 et 1944, pendant l'occupation allemande, la communauté juive ukrainienne est à peu près exterminée, surtout par la Shoah par balles, où des Juifs sont exécutés par armes à feu (revolver ou fusil). Entre 1945 et 1949, un grand nombre de Juifs survivants partent en Israël, ce qui explique le faible nombre de Juifs actuels, d'autant plus qu'une vague importante de départs pour Israël se déroule à nouveau entre 1974 et 1994.
- Histoire des Juifs en Ukraine, Histoire des Juifs en Galicie, Histoire des Juifs en Bessarabie (en)
- Histoire des Juifs à Lviv, Histoire des Juifs à Kharkiv, Yerusalimka, Ghetto de Lwów, Dynastie hassidique de Bratslav
- Antisémitisme en Ukraine (en), Pogrom de Lwów de 1918, Pogroms de Lviv de 1941 Shoah en Ukraine
- Liste de synagogues en Ukraine (en)
- Musées juifs en Ukraine (de)

### L'islam, une religion des frontières
La Horde d'or (qui adopte l'islam en 1313) et les sunnites de l'Empire Ottoman (qui conquiert le littoral dans les années 1470) a introduit l'islam sur le territoire de l'actuelle Ukraine. Les Tatars de Crimée acceptent l'islam comme religion d’État (1313-1502) au sein de la Horde d'or, et plus tard de l'Empire Ottoman (jusqu'à la fin du XVIIIe siècle).
- Khanat de Crimée (1441-1783)
- Islam en Ukraine
- Ukrainiens musulmans (en)
- Turcs en Ukraine (en)

### XXesiècle
- Athéisme d'État
- Persécutions anti-chrétiennes dans le bloc de l'Est (1917-1990) (en)
- Campagne anti-religieuse en Pologne (1944-1990) (en)
- Religions en Union soviétique, Politique anti-religieuse soviétique

Au cours de la période de la domination soviétique (1917-1991), les autorités promeuvent l'athéisme, l'enseignent dans les écoles, et exercent des pratiques dissuasives.
Seule une petite fraction de personnes restent pratiquantes déclarées, et le nombre de non-croyants augmente.
Après la parenthèse soviétique, apparaît le renouveau charismatique, et les églises accompagnent le déclin et le délabrement du bloc soviétique, et l'indépendance.
En 1991, une Eglise proprement ukrainienne, et donc détachée de l'Église orthodoxe russe, est créée. Elle n'est pas reconnue comme faisant partie de la grande Église orthodoxe orientale et est donc considérée comme schismatique. Sur le terrain, les deux Églises coexistent et se partagent l'administration des monastères et églises d'Ukraine et les masses des fidèles.
L’État ukrainien appuie le Patriarcat de Kiev, notamment après les actions hostiles de la Russie en 2014.
En 2018, il appuie le lobbying du Patriarcat de Kiev pour obtenir son autocéphalie.

## Croyances et religions aujourd'hui

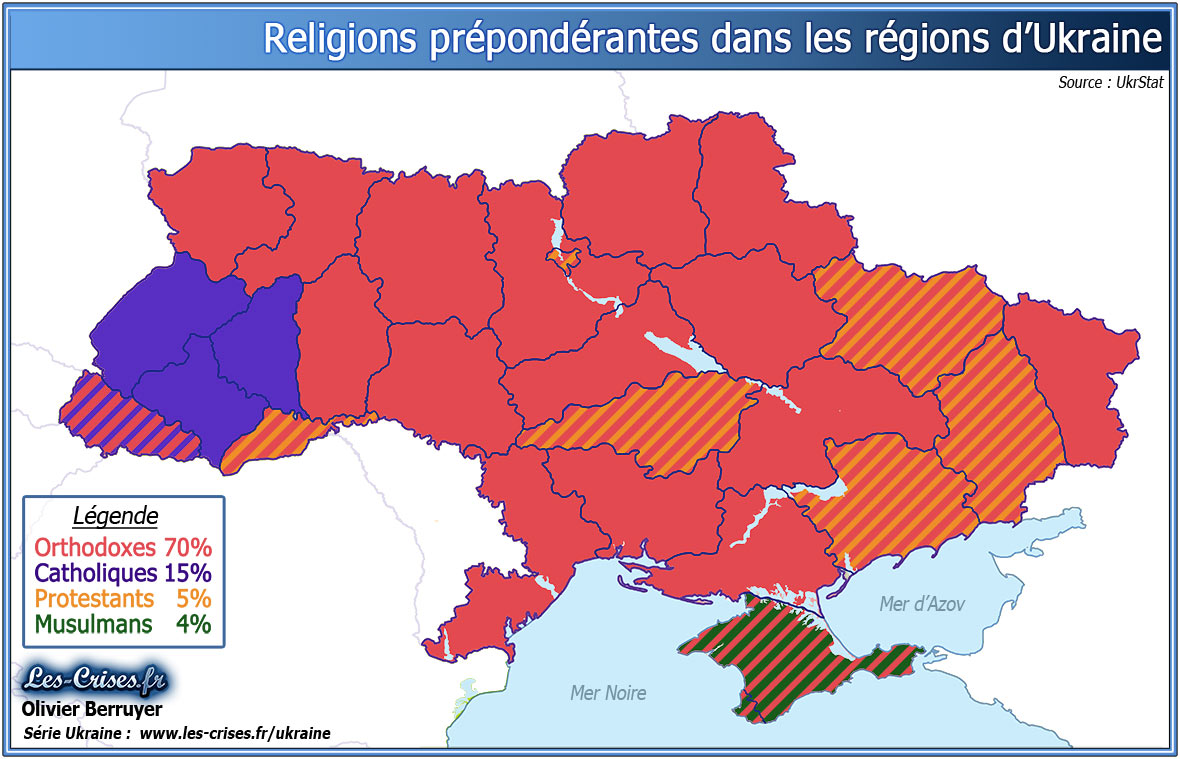
Répartitions au début du XXI.

### Croyances
| Changement d'opinions religieuses                            | Changement d'opinions religieuses | Changement d'opinions religieuses | Changement d'opinions religieuses | Changement d'opinions religieuses | Changement d'opinions religieuses | Changement d'opinions religieuses | Changement d'opinions religieuses | Changement d'opinions religieuses | Changement d'opinions religieuses | Changement d'opinions religieuses | Changement d'opinions religieuses |
| Que vous fréquentiez ou non l’église, que pensez-vous être ? | Ukraine                           | Ukraine                           | Ukraine                           | Ukraine                           | Ukraine                           | Enquête de 2016 par région        | Enquête de 2016 par région        | Enquête de 2016 par région        | Enquête de 2016 par région        | Enquête de 2016 par région        |                                   |
| Que vous fréquentiez ou non l’église, que pensez-vous être ? | 2000                              | 2010                              | 2013                              | 2014                              | 2016                              | Ouest                             | Centre                            | Sud                               | Est                               | Donbass                           |                                   |
| ------------------------------------------------------------ | --------------------------------- | --------------------------------- | --------------------------------- | --------------------------------- | --------------------------------- | --------------------------------- | --------------------------------- | --------------------------------- | --------------------------------- | --------------------------------- | --------------------------------- |
| Croyant                                                      | 57,8 %                            | 71,4 %                            | 67 %                              | 76 %                              | 70,4 %                            | 91 %                              | 73,5 %                            | 65,7 %                            | 55,6 %                            | 57,2 %                            |                                   |
| Hésitant entre croyance et incroyance                        | 22,5 %                            | 11,5 %                            | 14,7 %                            | 7,9 %                             | 10,1 %                            | 4,7 %                             | 7,3 %                             | 8,3 %                             | 14,2 %                            | 19,5 %                            |                                   |
| Agnostique                                                   | 11,9 %                            | 7,9 %                             | 5,5 %                             | 4,7 %                             | 6,3 %                             | 0,9 %                             | 4,8 %                             | 7,4 %                             | 13,4 %                            | 7,2 %                             |                                   |
| Athée                                                        | 3,2 %                             | 1,4 %                             | 2 %                               | 2,5 %                             | 2,7 %                             | 0,2 %                             | 2,6 %                             | 3,2 %                             | 3,5 %                             | 5 %                               |                                   |
| Pas intéressé                                                | 2,6 %                             | 4,4 %                             | 5,1 %                             | 4,9 %                             | 7,2 %                             | 1,2 %                             | 8 %                               | 13 %                              | 7,3 %                             | 9,4 %                             |                                   |
| A des difficultés à répondre                                 | 2 %                               | 3,3 %                             | 5,7 %                             | 3,9 %                             | 3,9 %                             | 1,9 %                             | 3,8 %                             | 2,3 %                             | 5,9 %                             | 1,6 %                             |                                   |

### Croyance et religions
| Que vous fréquentiez ou non l'église, que pensez-vous être ? | Que vous fréquentiez ou non l'église, que pensez-vous être ? | Que vous fréquentiez ou non l'église, que pensez-vous être ? | Que vous fréquentiez ou non l'église, que pensez-vous être ? | Que vous fréquentiez ou non l'église, que pensez-vous être ? | Que vous fréquentiez ou non l'église, que pensez-vous être ? | Que vous fréquentiez ou non l'église, que pensez-vous être ? | Que vous fréquentiez ou non l'église, que pensez-vous être ? | Que vous fréquentiez ou non l'église, que pensez-vous être ? | Que vous fréquentiez ou non l'église, que pensez-vous être ? |
| Ukraine                                                      | Église orthodoxe ukrainienne (Patriarcat de Moscou)          | Église orthodoxe ukrainienne (Patriarcat de Kiev)            | Autres orthodoxes                                            | Église grecque-catholique ukrainienne                        | Juste chrétien                                               | Autres dénominations                                         | Aucune religion                                              |                                                              |                                                              |
| ------------------------------------------------------------ | ------------------------------------------------------------ | ------------------------------------------------------------ | ------------------------------------------------------------ | ------------------------------------------------------------ | ------------------------------------------------------------ | ------------------------------------------------------------ | ------------------------------------------------------------ | ------------------------------------------------------------ | ------------------------------------------------------------ |
| Croyant                                                      | 70,4 %                                                       | 88,1 %                                                       | 88,5 %                                                       | 74,1 %                                                       | 96,9 %                                                       | 55,2 %                                                       | 89,2 %                                                       | 11,8 %                                                       |                                                              |
| Hésitant entre croyance et incroyance                        | 10,1 %                                                       | 5,9 %                                                        | 7,1 %                                                        | 12,5 %                                                       | 3,1 %                                                        | 20,3 %                                                       | 3,2 %                                                        | 14,5 %                                                       |                                                              |
| Agnostique                                                   | 6,3 %                                                        | 1,0 %                                                        | 0,4 %                                                        | 3,5 %                                                        | 0,0 %                                                        | 4,2 %                                                        | 1,1 %                                                        | 29,4 %                                                       |                                                              |
| Athée                                                        | 2,7 %                                                        | 0,7 %                                                        | 0,2 %                                                        | 0,6 %                                                        | 0,0 %                                                        | 0,0 %                                                        | 4,3 %                                                        | 13,6 %                                                       |                                                              |
| Pas intéressé                                                | 7,2 %                                                        | 2,3 %                                                        | 1,8 %                                                        | 5,8 %                                                        | 0,0 %                                                        | 10,5 %                                                       | 0,0 %                                                        | 25,5 %                                                       |                                                              |
| A des difficultés à répondre                                 | 3,9 %                                                        | 2,0 %                                                        | 2,0 %                                                        | 3,5 %                                                        | 0,0 %                                                        | 9,8 %                                                        | 2,2 %                                                        | 5,2 %                                                        |                                                              |

### Religions: évolution depuis 2000
| 2000                                                             | 2005   | 2010   | 2013,  | 2014   | 2015   | 2015   | 2016                                   | 2016   |        |
| ---------------------------------------------------------------- | ------ | ------ | ------ | ------ | ------ | ------ | -------------------------------------- | ------ | ------ |
| Orthodoxe                                                        | 66,0 % | 60,8 % | 68,1 % | 70,6 % | 70,2 % | 73,7 % | 78 %                                   | 65,4 % | 64,7 % |
| Catholique latin                                                 | 0,5 %  | 1,6 %  | 0,4 %  | 1,3 %  | 1,0 %  | 0,8 %  | 10 % (y compris les gréco-catholiques) | 1,0 %  | 0,8 %  |
| Gréco-catholique                                                 | 7,6 %  | 7,6 %  | 7,6 %  | 5,7 %  | 7,8 %  | 8,1 %  | -                                      | 6,5 %  | 8,2 %  |
| Protestant                                                       | 2,0 %  | 1,3 %  | 1,9 %  | 0,8 %  | 1,0 %  | 0,9 %  | 4 % (y compris les autres chrétiens)   | 1,9 %  | 1,2 %  |
| Juif                                                             | 0,3 %  | 0,2 %  | 0,1 %  | 0,3 %  | 0,1 %  | -      | -                                      | 0,2 %  | 0,2 %  |
| Musulman                                                         | 0,7 %  | 0,4 %  | 0,9 %  | 0,7 %  | 0,2 %  | -      | <1 %                                   | 1,1 %  | 0,0 %  |
| Bouddhiste                                                       | 0,1 %  | 0,0 %  | 0,1 %  | 0,0 %  | 0,2 %  | -      | -                                      | 0,0 %  | 0,2 %  |
| Hindou                                                           | 0,0 %  | 0,0 %  | 0,0 %  | 0,1 %  | 0,0 %  | -      | -                                      | 0,2 %  | 0,0 %  |
| Païen                                                            | 0,1 %  | 0,0 %  | 0,0 %  | 0,1 %  | 0,0 %  | -      | -                                      | 0,0 %  | 0,1 %  |
| Simplement chrétien                                              | 6,9 %  | 15,8 % | 7,2 %  | 8,6 %  | 6,3 %  | 8,5 %  | -                                      | 7,1 %  | 12,7 % |
| Autre                                                            | 0,5 %  | 0,2 %  | 0,2 %  | 0,0 %  | 0,0 %  | 0,7 %  | 1 %                                    | 0,2 %  | 0,3 %  |
| Je ne me considère pas appartenir à une de ces croyances/Églises | 15,3 % | 11,8 % | 13,2 % | 11,3 % | 12,5 % | 6,1 %  | 7 %                                    | 16,3 % | 11,4 % |
| Pas de réponse                                                   | -      | 0,2 %  | 0,3 %  | 0,5 %  | 0,7 %  | 1,1 %  | -                                      | 0,0 %  | 0,2 %  |

### Les religions par région
| Religion                                      | Ouest  | Centre | Sud    | Est    | Donbass |
| --------------------------------------------- | ------ | ------ | ------ | ------ | ------- |
| Orthodoxe                                     | 57,0 % | 76,7 % | 71,0 % | 63,2 % | 50,6 %  |
| Catholique latin                              | 1,4 %  | 1,9 %  | 0,5 %  | 0,3 %  | ∅       |
| Gréco-catholique                              | 29,9 % | 0,4 %  | 0,5 %  | ∅      | ∅       |
| Protestant                                    | 3,6 %  | 1,0 %  | 0,5 %  | 1,9 %  | 2,5 %   |
| Juif                                          | 0,2 %  | 0,3 %  | 0,5 %  | 0,3 %  | ∅       |
| Musulman                                      | ∅      | 0,1 %  | ∅      | 0,5 %  | 6,0 %   |
| Hindou                                        | ∅      | ∅      | ∅      | 0,3 %  | 0,6 %   |
| Simplement chrétien                           | 4,8 %  | 6,5 %  | 5,1 %  | 8,1 %  | 11,9 %  |
| Autre                                         | ∅      | 0,1 %  | 0,5 %  | 0,8 %  | ∅       |
| Non-affilié aux religions énumérées ci-dessus | 3,1 %  | 12,7 % | 21,7 % | 24,7 % | 28,3 %  |

### Les orthodoxes
| Type d'orthodoxie                 | % d'orthodoxes | % de la population totale |
| --------------------------------- | -------------- | ------------------------- |
| Orthodoxe du Patriarcat de Kiev   | 38,1 %         | 25,0 %                    |
| Orthodoxe du Patriarcat de Moscou | 23,0 %         | 15,0 %                    |
| Église orthodoxe autocéphale      | 2,7 %          | 1,8 %                     |
| Simplement orthodoxe              | 32,3 %         | 21,2 %                    |
| Ne sait pas                       | 3,1 %          | 2,0 %                     |

| 2000                 | 2005   | 2010   | 2013   | 2014   | 2016   |        |
| -------------------- | ------ | ------ | ------ | ------ | ------ | ------ |
| Orthodoxe            | 66,0 % | 60,8 % | 68,1 % | 70,6 % | 70,2 % | 65,4 % |
| Patriarcat de Moscou | 9,2 %  | 10,6 % | 23,6 % | 19,6 % | 17,4 % | 15,0 % |
| Patriarcat de Kiev   | 12,1 % | 14,0 % | 15,1 % | 18,3 % | 22,4 % | 25,0 % |
| Autocéphale          | 1,3 %  | 0,8 %  | 0,9 %  | 0,8 %  | 0,7 %  | 1,8 %  |
| Simplement orthodoxe | 38,6 % | 33,4 % | 25,9 % | 28,8 % | 28,1 % | 21,2 % |
| Ne sait pas.         | 4,6 %  | 1,9 %  | 1,6 %  | 2,5 %  | 1,4 %  | 2,0 %  |
| Manquant             | 0,2 %  | 0,1 %  | 1,0 %  | 0,6 %  | 0,2 %  | 0,4 %  |

## Christianisme
En 2016, 81,9 % de la population de l'Ukraine (soit environ 38 000 000) déclare adhérer au christianisme, toutes affiliations confondues. En 1037, Iaroslav le Sage, fils de Vladimir le Grand, proclama la Sainte Vierge Marie, reine du peuple d'Ukraine.
- Histoire du christianisme en Ukraine (en)

### Orthodoxie

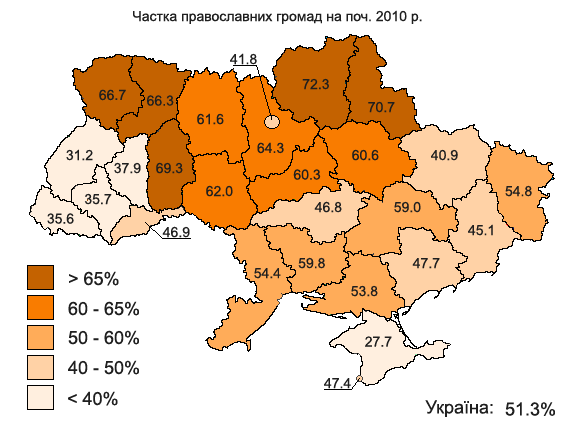
Part de la population se déclarant orthodoxe selon le recensement de 2010.

#### Église orthodoxe d'Ukraine
L'Église orthodoxe d'Ukraine constitue une juridiction autocéphale canonique de l'Église orthodoxe.
Son chef est Épiphane d'Ukraine et porte le titre de « Métropolite de Kiev et de toute l'Ukraine ».

#### Église orthodoxe ukrainienne (Patriarcat de Moscou)

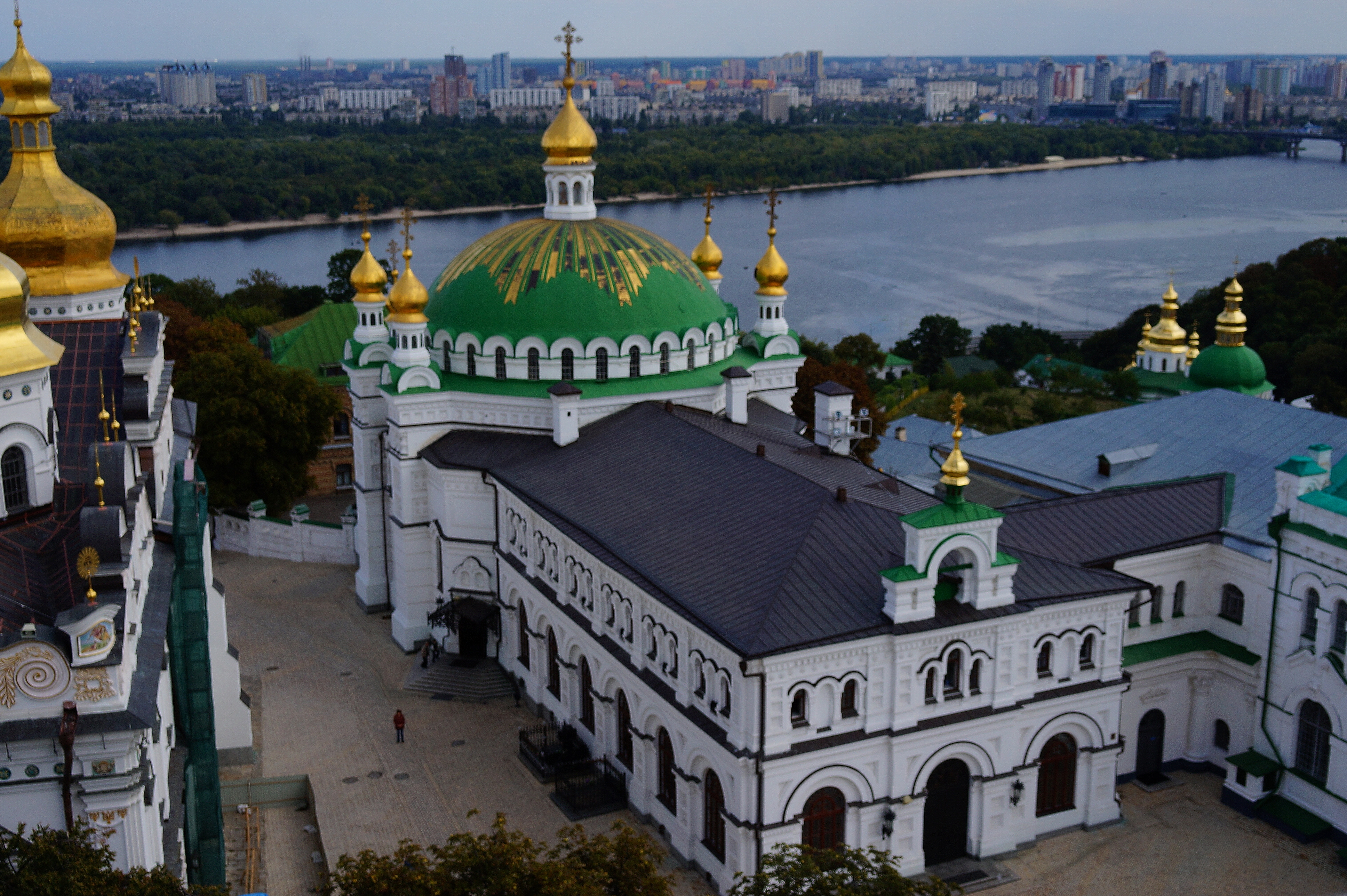
Le réfectoire de l'église dans la Laure de Kiev-Petchersk, résidence de la métropole.

L'Église orthodoxe ukrainienne (patriarcat de Moscou) compte en 2016, 12 334 églises officiellement enregistrées et environ 200 monastères, soit bien plus que toute autre branche religieuse en Ukraine. L'Église est dirigée par le Métropolite de Kiev et de toute l'Ukraine, Onuphre (Berezovsky) et utilise principalement le slavon d'église pour ses offices.

#### Église orthodoxe ukrainienne du Patriarcat de Kiev
L'Église orthodoxe ukrainienne (patriarcat de Kiev) a été formée après la déclaration d'indépendance de l'Ukraine en 1991, et est dirigée depuis 1995 par le patriarche Philarète (Denyssenko) avec le titre de patriarche de Kiev et de toute la Rus-Ukraine. Il  était auparavant, au sein de l'Église orthodoxe russe, métropolite de Kiev et de toute l'Ukraine. L'Église prétend à une lignée directe de la Métropole de Kiev de Petro Mohyla. En 2016, l'Église compte 4 921 communautés enregistrées et environ 60 monastères. Ils utilisent l'ukrainien et le slavon commun comme langues liturgiques.
Cette Église a été dissoute afin de fusionner avec l'Église orthodoxe ukrainienne autocéphale le 15 décembre 2018 lors d'un concile d'unification (en) pour former l'Église orthodoxe d'Ukraine. Le 20 juin 2019, un « synode local » a décrété l'annulation de cette dissolution.

#### Église orthodoxe ukrainienne autocéphale
L'Église orthodoxe ukrainienne autocéphale, créée en 1919 à Kiev, interdite pendant l'ère soviétique, puis autorisée en 1989, se compose en 2016 de 1 217 communautés divisées en deux branches.
Dans la perspective d'une union des Églises orthodoxes en Ukraine, elle n'a pas nommé de successeur à son dernier patriarche, Dmitriy. L'Église utilise l'ukrainien comme langue liturgique.
Cette Église a fusionné avec l'Église orthodoxe ukrainienne (Patriarcat de Kiev) le 15 décembre 2018 lors d'un concile d'unification (en) pour former l'Église orthodoxe d'Ukraine.

#### Vieux-croyants
Les Vieux-Croyants presbytériens (« avec prêtres ») et non-presbytériens (« sans prêtres ») sont présents et organisés en Ukraine :
- Diocèse de Kiev et de toute l'Ukraine de l'Église orthodoxe vieille-ritualiste russe
- Diocèse d'Ukraine de l'Église vieille-orthodoxe russe
- Église vieille-orthodoxe pomore d'Ukraine

#### Autres chrétiens orthodoxes
Il existe également diverses communautés orthodoxes
- Église orthodoxe russe hors frontières,
- Église orthodoxe ruthène,
- diverses branches de l'Église des catacombes,
- Église orthodoxe roumaine (Métropole de Bessarabie),
- Église apostolique arménienne
- Église ruthène uniate (en) (orthodoxe)
- et autres petites obédiences chrétiennes orthodoxes.

Les Arméniens sont particulièrement représentés en Ukraine. L'éparchie (diocèse) arménienne en Ukraine a pour siège la cathédrale arménienne de Lviv, et est dotée de nombreuses églises arméniennes (sur le territoire de l'Ukraine, avant 2014) comme par exemple celle Saint-Pierre-et-Saint-Paul de Tchernivtsi.

### Catholicisme

Carte de la population catholique en Ukraine, tous rites confondus :
50 % à 66 % de catholiques
10 % à 33 % de catholique
moins de 10% de catholiques

Le catholicisme en Ukraine (4 000 000 fidèles) regroupe toutes les églises catholiques, reconnaissant la primauté du pape, qu'elles soient de rite romain (devenues très minoritaires depuis l'expulsion des Polonais en 1945), de rite byzantin (largement majoritaires) ou de rite arménien.

#### Église grecque-catholique ukrainienne

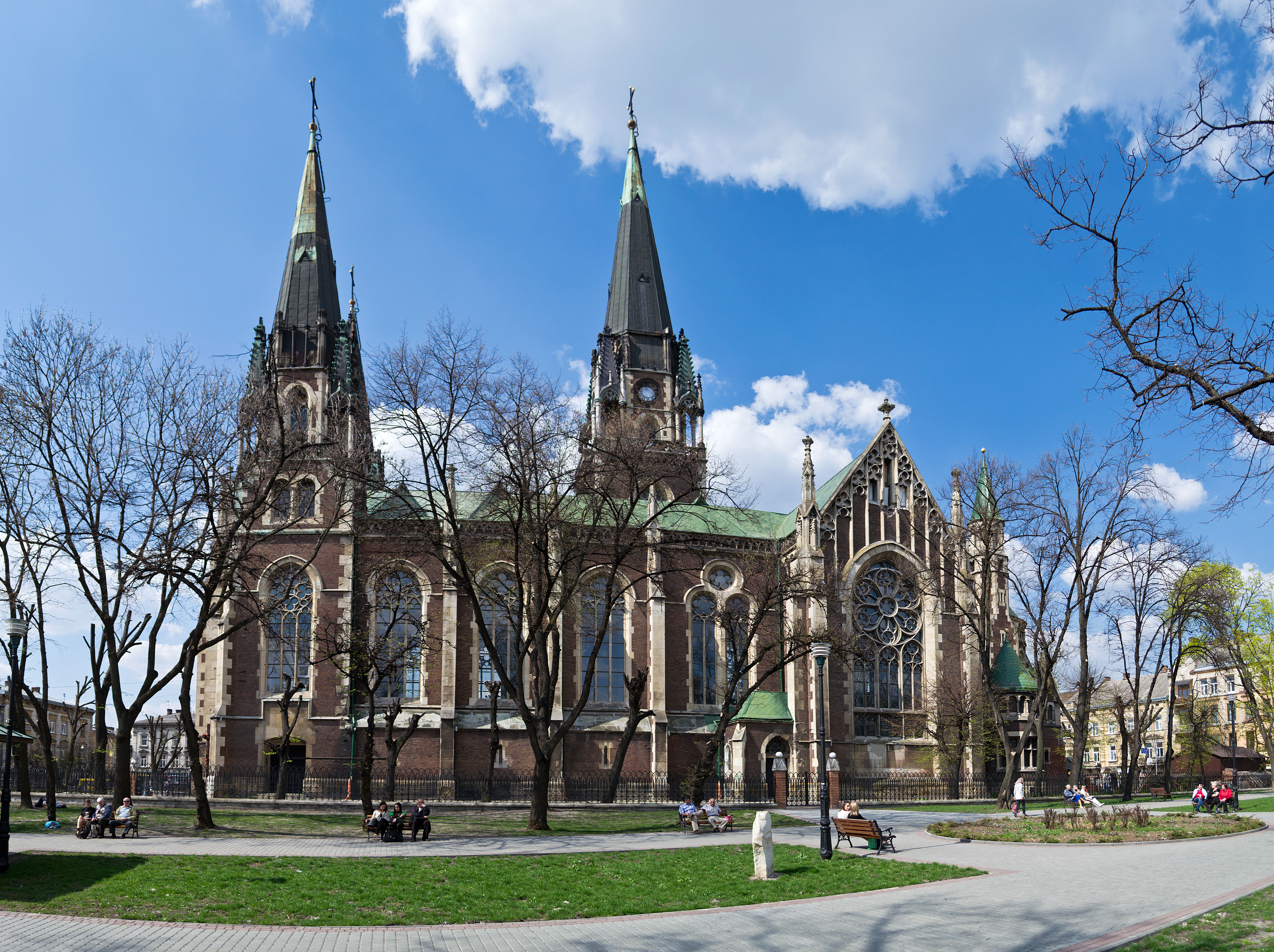
Église Sainte-Olga-et-Sainte-Élisabeth de Lviv.

L'Église grecque-catholique ukrainienne a une longue histoire, et un surnom d'« uniate » à oublier.
L'archevêque Sviatoslav Chevtchouk en est l'actuel dirigeant. L'ukrainien est sa langue liturgique.

#### Église latine
L'Église de rite latin est traditionnellement associée à la population polonaise d'Ukraine et à leurs descendants, dans les régions centrales et occidentales de l'Ukraine. Elle utilise le polonais, le latin, l'ukrainien et le russe comme langues liturgiques.

#### Église catholique ruthène
Les principales concentrations de l'Église catholique ruthène sont en Transcarpathie près de la frontière hongroise.
La communauté ruthène entretient des liens multiples en Hongrie, en Slovaquie et aux États-Unis.

#### Autres groupes catholiques
L'Église arménienne catholique est très peu présente, avec en 2016 une seule église officiellement enregistrée.

### Protestantisme

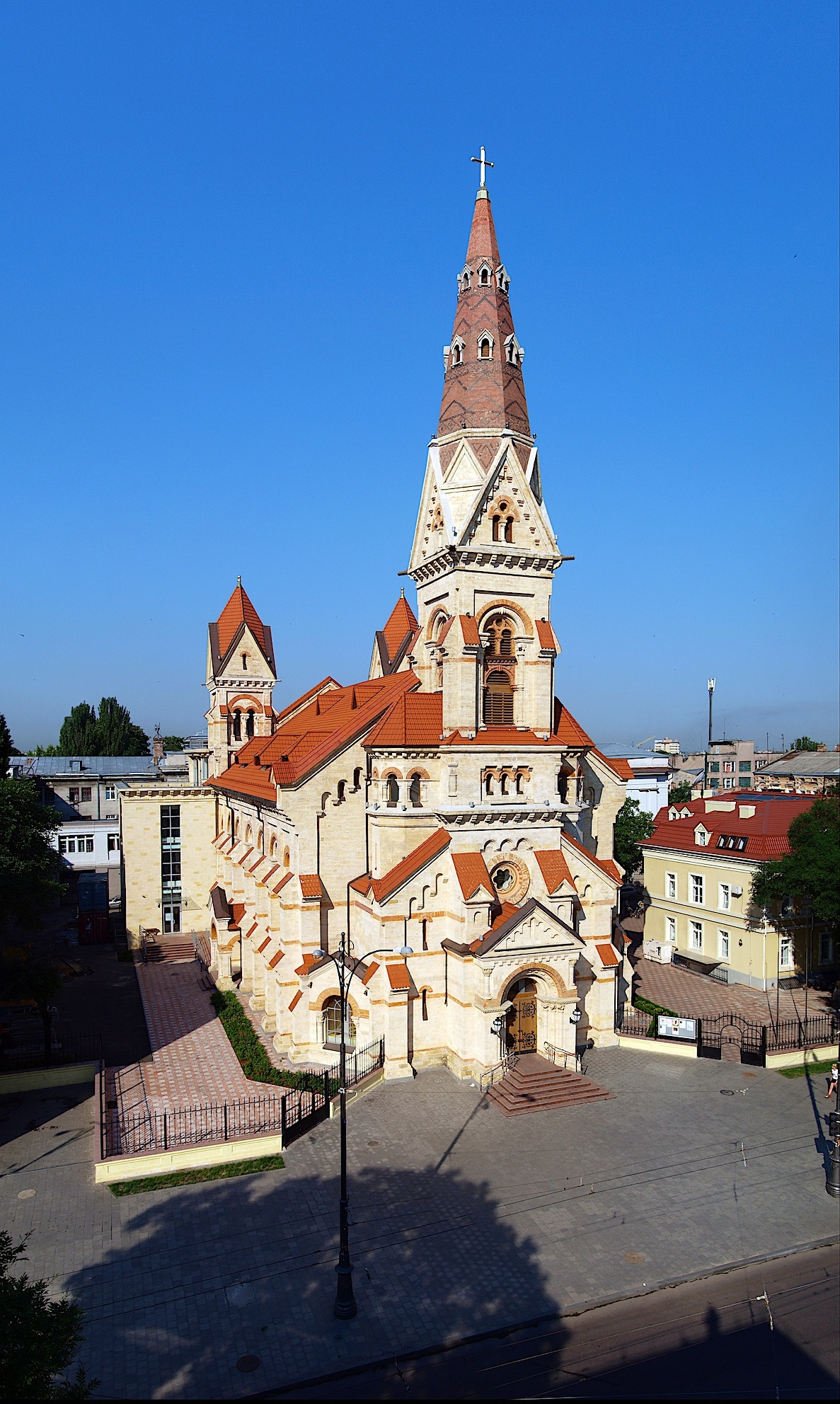
Église luthérienne Saint-Paul d'Odessa.

En 2016, les protestants représentent 1,9 % de la population de l'Ukraine, avec une forte concentration dans l'ouest de l'Ukraine (3,6 %). Sont présents l'évangélisme, le baptisme, le christianisme charismatique, ainsi que le méthodisme, le mennonisme, le luthéranisme, le presbytéranisme, etc. Une Église réformée subcarpathienne, implantée anciennement, revendique 140 000 membres, surtout d'origine hongroise.
Dans les années 2000-2010, des Églises néo-charismatiques se développent sous l'influence des États-Unis : l'Embassy of the Blessed Kingdom of God for All Nations de Sunday Adelaja compterait 25 000 membres à Kiev où elle a été créée, 100 000 membres en Ukraine en 2013.
Dans son sillage, le centre spirituel « Résurrection » (Возрождение) du gourou guérisseur Volodimir Muntian (Мунтян Володимир) se développe.
Plusieurs megachurches se développent à Kiev, notamment la Hillsong Church Kiev.
Quelques repères 2020 sur le protestantisme en Ukraine (en), qui revendique 700 000 fidèles, soit 2 % de la population :
- Union panukrainienne des églises de chrétiens évangéliques baptistes
- Baptisme en Ukraine
- Église de Dieu (Septième Jour)
- Mennonites russes/ukrainiens (en) (anabaptistes)
- Ukrainian Bible Society (en)
- Mouvement de réforme des adventiste du septième jour (en)
- Advent Christian Church (en)
- Embassy of the Blessed Kingdom of God for All Nations 100 000 membres revendiqués
- Église évangélique-presbytérienne d'Ukraine 1 500
- Église évangélique-luthérienne allemande d'Ukraine 2 500
- Église réformée subcarpathienne (SCRC) 140 000

### Autres dénominations
En 2016, 29 communautés sont enregistrées comme appartenant à l'Église de l'Orient.
Les Témoins de Jéhovah revendiquent 265 985 adeptes, d'après leur Annuaire de 2013. En 2010, l'Église de Jésus-Christ des saints des derniers jours (Mormons) consacre un temple mormon de Kiev et, en 2012, revendique 11 000 membres répartis en 57 congrégations en Ukraine.

## Autres spiritualités

### Islam

Part de la population se déclarant musulmane par Oblast selon le recensement de 2010 :
10 % à 33 % de musulmans
5 % à 10 % de musulmans
0 % à 5 % de musulmans
0 % de musulmans

L'Islam en Ukraine représente un minimum de 1 000 000-3 000 000 pratiquants selon une estimation datée : 3,5 % de la population se déclare de confession musulmane, mais 12 % en Crimée, en près de 400 communautés.
La plupart des musulmans d'Ukraine sont des Tatars de Crimée.
Historiquement, la Crimée est passée de force à l'Islam, à l'époque du Khanat de Crimée (1441-1783).
La majorité des Tatars de Crimée, d'origine turque, étaient sunnites, de jurisprudence majoritairement hanafite, avec une minorité chafi'ite, et de théologie ach'arite.
- Comité clérical des musulmans d'Ukraine (en)
- Direction spirituelle des musulmans de Crimée (en), association musulmane ukrainienne.

### Judaïsme
Le judaïsme représenterait en 2010 0,15 % de la population avec environ 70 000 Juifs en Ukraine. Environ 10 % savent parler le yiddish[réf. nécessaire].
La ville d'Ouman accueille chaque année des milliers de pèlerins juifs orthodoxes, venant se recueillir sur la tombe du rabbin hassidique Nahman de Bratslav pour la fête de Roch Hachana.

### Bouddhisme
- Bouddhisme en Ukraine (en), 0,1 % de la population, en une centaine de communautés ou groupes.

### Hindouisme
- Hindouisme en Ukraine (en), >0,1 % de la population.

### Bahaïsme
- Foi baha'ie en Ukraine (en), (1 000 approximativement), en 13 communautés.

### Néo-paganisme
En 2016, 138 organisations de néopaganisme slave sont déclarées officiellement.
- Rodnovérie ou Slavic Native Faith : Yagnovery (Ягновіра), Ladovery (Ладовіра), Orantism (Орантизм)
- Dajbogisme
- Assianisme, néopaganisme scythe
- Foi nationale ukrainienne indigène (en) (Рі́дна Украї́нська Націона́льна Ві́ра, Rídna Ukrayíns'ka Natsionál'na Víra), ou РУНВі́ра, RUNVira ou sylenkoïsme/sylenkianisme (en référence à Lev Sylenko[22]), proche du kandybaïsme (en) russe
- Liste de mouvements religieux slaves traditionnels (en)
- Néopaganisme, reconstructionnisme religieux, Congrès européen des religions ethniques
- Mythologie slave

## Liberté de religion
- Liberté de religion en Ukraine (en)
- Irréligion (3-5 %), agnosticisme, athéisme, indifférence, prudence…
- Droits de l'homme en Ukraine